# Fesengān
Fesengān (persiska: فِسِنجان, Fesenjān, فسنگان) är en ort i Iran.   Den ligger i provinsen Markazi, i den centrala delen av landet, 180 km sydväst om huvudstaden Teheran. Fesengān ligger 1 648 meter över havet och antalet invånare är 254.
Terrängen runt Fesengān är lite bergig.Runt Fesengān är det glesbefolkat, med 20 invånare per kvadratkilometer. Närmaste större samhälle är Tafresh, 17,8 km sydost om Fesengān. Trakten runt Fesengān består i huvudsak av gräsmarker.